# Heliamphora folliculata
Heliamphora folliculata là một loài thực vật có hoa trong họ Sarraceniaceae. Loài này được Wistuba, Harbarth & Carow mô tả khoa học đầu tiên năm 2001.

## Hình ảnh

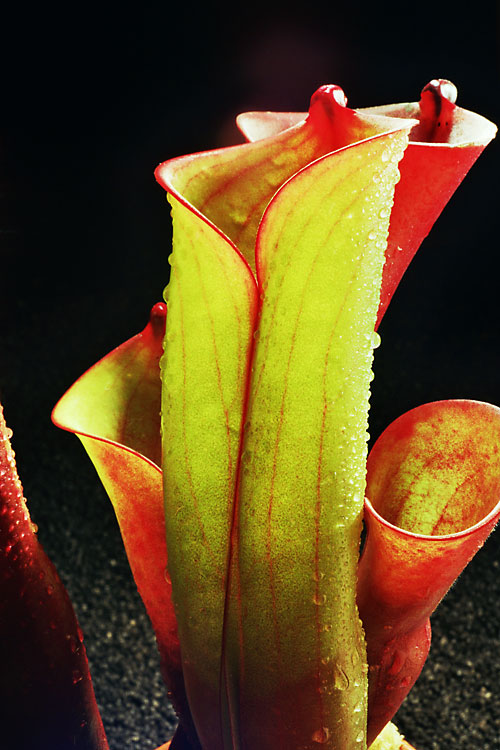
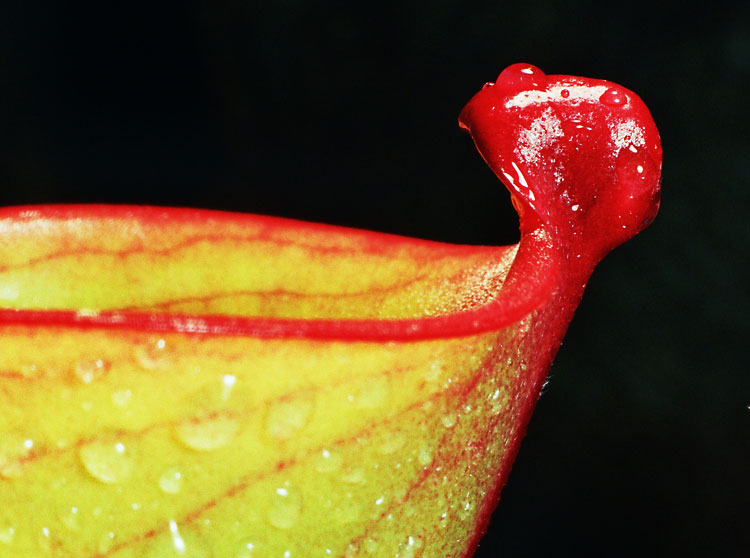
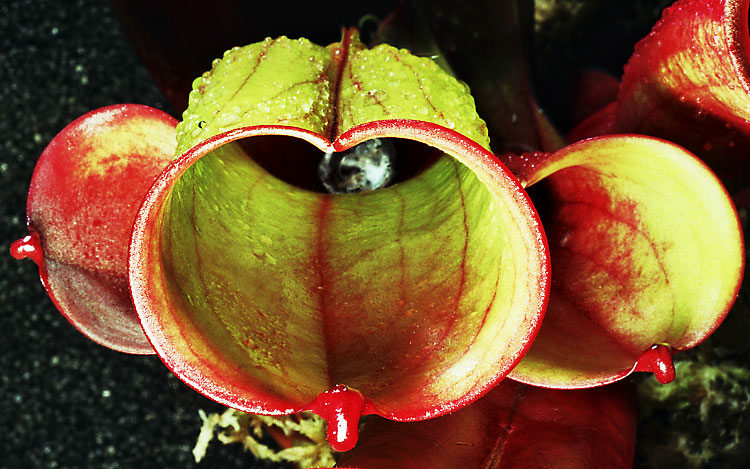
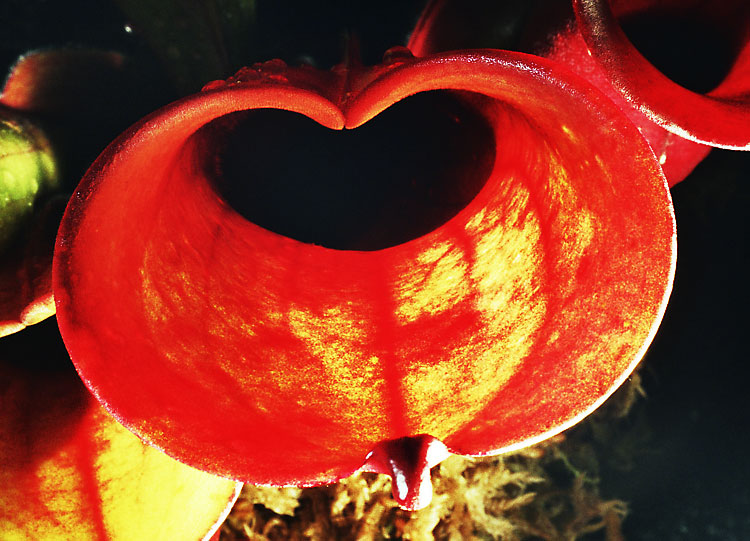